# Hartford Courant
Hartford Courant — американская газета на английском языке, самая тиражная ежедневная газета в американском штате Коннектикут. Называет себя «старейшей непрерывно издаваемой газетой в Америке». Начала издаваться 29 октября 1764 года как еженедельник The Connecticut Courant. В 1979 году The Hartford Courant была куплена Times Mirror — дочерней компанией Los Angeles Times. В 2000 году Times Mirror и The Hartford Courant стали частью Tribune Company — одного из крупнейших мультимедиа холдингов в мире. По данным на 2010 год разовый тираж газеты по будним дням составлял 134 751 экземпляр, по воскресеньям — 196 332 экземпляра.
Hartford Courant — дважды лауреат Пулитцеровской премии. В 1992 году газета выиграла премию за освещение проблем с телескопом Хаббл, а в 1999 году получила премию в номинации «За выдающуюся подачу сенсационного материала».

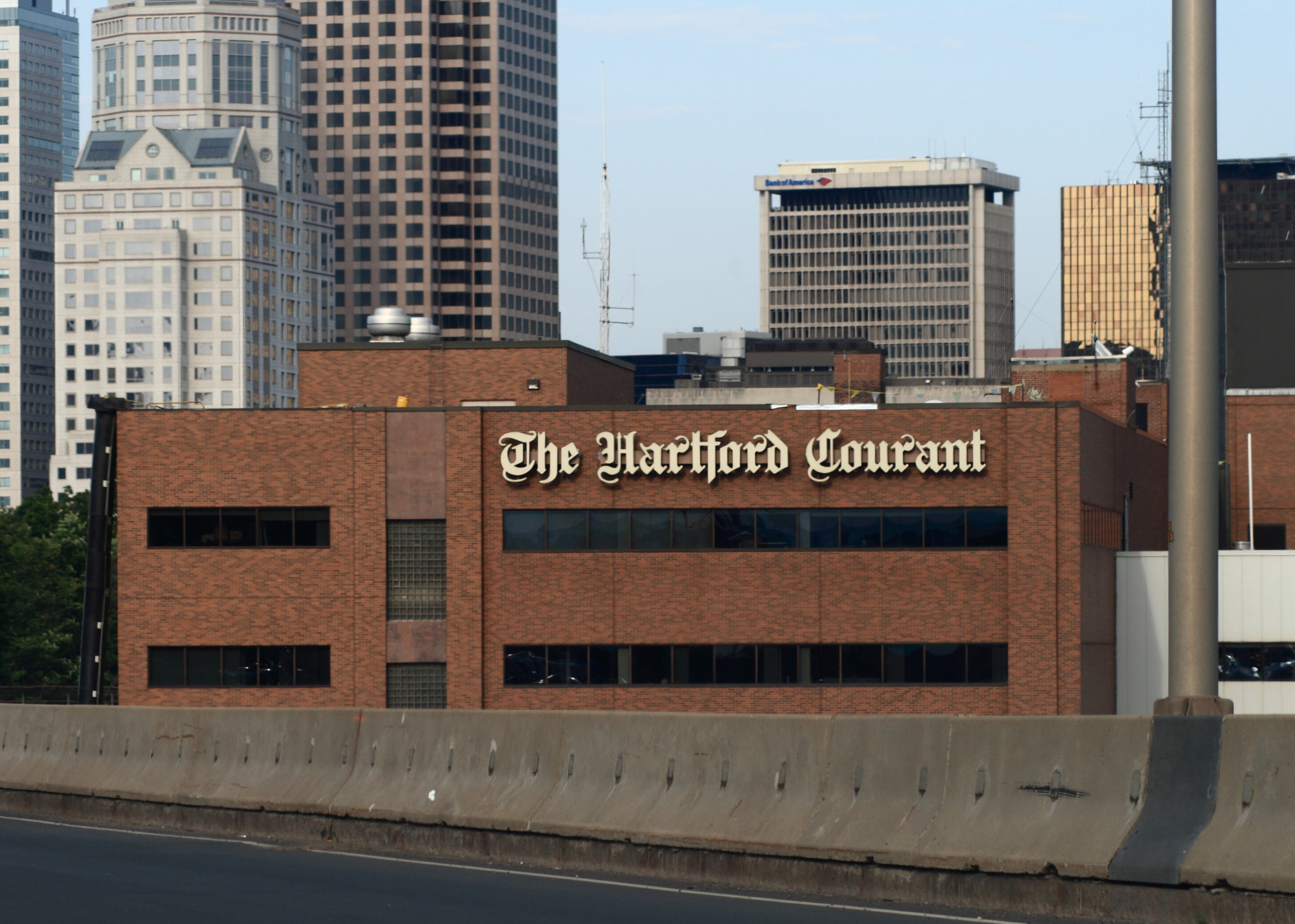
Здание штаб-квартиры Hartford Courant Co.